# The original bootlegs
The originals bootlegs es una serie de seis CD grabados en directo de la artista y compositora Tori Amos. Grabados durante la gira Original sinsuality y Summer of sin, acompañamiento de su álbum The beekeeper. Para cada concierto se lanzó un doble CD que, inicialmente, fueron publicados como CD dobles y vendidos de esta manera, o individualmente.
El 6 de diciembre de 2005 se publicaron los seis bootlegs en un mismo pack que llevaba por nombre The originals bootlegs. Luego lanzaría una serie similar llamada Legs and boots por descarga digital. Los packs contienen lo mínimo, dibujos de animales siguiendo con el tema de The beekeeper, que coloca cada canción en diferentes jardines metafóricos.

## Lista de temas

### Auditorium Theatre Chicago, IL 4/15/05
Auditorium Theatre Chicago, IL 4/15/05
- Lanzamiento: 30 ed agosto de 2005
- Grabación: Chicago 15 de abril de 2005
- Numeración: 96442

Todas las canciones escritas y compuestas por Tori Amos salvo indicadas. 
| CD 1  |                       |               |          |  |
| N.º   | Título                | Escritor(es)  | Duración |  |
| 1.    | «Original Sinsuality» |               | 3:53     |  |
| 2.    | «Father Lucifer»      |               | 5:34     |  |
| 3.    | «Mother Revolution»   |               | 5:26     |  |
| 4.    | «Yes, Anastasia»      |               | 7:12     |  |
| 5.    | «Apollo's Frock»      |               | 5:47     |  |
| 6.    | «Parasol»             |               | 4:48     |  |
| 7.    | «Mother»              |               | 7:28     |  |
| 8.    | «Operator»            | (Croce)       | 6:19     |  |
| 9.    | «Circle Game»         | Joni Mitchell | 6:39     |  |
| 10.   | «Cars & Guitars»      |               | 4:37     |  |
| 57:45 |                       |               |          |  |

| CD 2  |                       |                         |          |  |
| N.º   | Título                | Escritor(es)            | Duración |  |
| 1.    | «Space Dog»           |                         | 7:41     |  |
| 2.    | «Marianne»            |                         | 5:18     |  |
| 3.    | «Barons of Suburbia»  |                         | 6:07     |  |
| 4.    | «Cool on Your Island» | Tori Amos & Kim Bullard | 5:45     |  |
| 5.    | «The Beekeeper»       |                         | 10:19    |  |
| 6.    | «Honey»               |                         | 4:44     |  |
| 7.    | «Sweet the Sting»     |                         | 5:56     |  |
| 8.    | «Cloud on My Tongue»  |                         | 6:56     |  |
| 9.    | «Ribbons Undone»      |                         | 7:22     |  |
| 60:10 |                       |                         |          |  |

### Royce Hall Auditorium Los Ángeles, CA 4/25/05
Royce Hall Auditorium Los Angeles, CA 4/25/05
- Lanzamiento: 30 de agosto de 2005
- Grabación: Los Ángeles, 25 de abril de 2005
- Numeración: 96443

Todas las canciones escritas y compuestas por Tori Amos salvo indicadas. 
| CD 1  |                          |                          |          |  |
| N.º   | Título                   | Escritor(es)             | Duración |  |
| 1.    | «Original Sinsuality»    |                          | 3:55     |  |
| 2.    | «Silent All These Years» |                          | 5:47     |  |
| 3.    | «Parasol»                |                          | 5:35     |  |
| 4.    | «Doughnut Song»          |                          | 7:00     |  |
| 5.    | «Yes, Anastasia»         |                          | 5:55     |  |
| 6.    | «Jamaica Inn»            |                          | 6:34     |  |
| 7.    | «Cool on Your Island»    | Tori Amos & Kim Bullard  | 5:21     |  |
| 8.    | «Livin' on a Prayer»     | Bon Jovi, Sambora, Child | 5:53     |  |
| 9.    | «All Through the Night»  | Shear                    | 4:31     |  |
| 50:32 |                          |                          |          |  |

| CD 2  |                                  |              |          |  |
| N.º   | Título                           | Escritor(es) | Duración |  |
| 1.    | «Barons of Suburbia»             |              | 6:18     |  |
| 2.    | «Take to the Sky»                |              | 6:19     |  |
| 3.    | «Cloud on My Tongue»             |              | 6:33     |  |
| 4.    | «Ruby Through the Looking-Glass» |              | 6:45     |  |
| 5.    | «The Beekeeper»                  |              | 10:56    |  |
| 6.    | «Tear in Your Hand»              |              | 6:26     |  |
| 7.    | «Toast»                          |              | 5:12     |  |
| 8.    | «Sweet the Sting»                |              | 5:31     |  |
| 9.    | «Twinkle»                        |              | 4:05     |  |
| 58:09 |                                  |              |          |  |

### Paramount Theatre Denver, CO 4/19/05
Paramount Theatre Denver, CO 4/19/05
- Lanzamiento: 4 de octubre de 2005
- Grabación: Denver, 19 de abril de 2005
- Numeración: 97634

Todas las canciones escritas y compuestas por Tori Amos salvo indicadas. 
| CD 1  |                       |                         |          |  |
| N.º   | Título                | Escritor(es)            | Duración |  |
| 1.    | «Original Sinsuality» |                         | 3:31     |  |
| 2.    | «Little Amsterdam»    |                         | 6:58     |  |
| 3.    | «Icicle»              |                         | 6:36     |  |
| 4.    | «Your Cloud»          |                         | 5:58     |  |
| 5.    | «Jamaica Inn»         |                         | 6:23     |  |
| 6.    | «Father Lucifer»      |                         | 5:07     |  |
| 7.    | «Cool on Your Island» | Tori Amos & Kim Bullard | 5:31     |  |
| 8.    | «I Ran»               | A Flock of Seagulls     | 5:32     |  |
| 9.    | «Suzanne»             | Leonard Cohen           | 6:49     |  |
| 52:28 |                       |                         |          |  |

| CD 2  |                                |              |          |  |
| N.º   | Título                         | Escritor(es) | Duración |  |
| 1.    | «The Power of Orange Knickers» |              | 4:21     |  |
| 2.    | «Cloud on My Tongue»           |              | 6:45     |  |
| 3.    | «Space Dog»                    |              | 8:08     |  |
| 4.    | «Parasol»                      |              | 4:50     |  |
| 5.    | «Carbon»                       |              | 6:18     |  |
| 6.    | «The Beekeeper»                |              | 11:11    |  |
| 7.    | «Leather»                      |              | 5:06     |  |
| 8.    | «Putting the Damage On»        |              | 6:42     |  |
| 53:23 |                                |              |          |  |

### Manchester Apollo Manchester, UK 6/5/05
Manchester Apollo Manchester, UK 6/5/05
- Lanzamiento: 4 de octubre de 2005
- Grabación: Mánchester, 5 de junio de 2005
- Numeración: 97635

Todas las canciones escritas y compuestas por Tori Amos salvo indicadas. 
| CD 1  |                            |                         |          |  |
| N.º   | Título                     | Escritor(es)            | Duración |  |
| 1.    | «Original Sinsuality»      |                         | 4:05     |  |
| 2.    | «Little Amsterdam»         |                         | 7:33     |  |
| 3.    | «Leather»                  |                         | 4:40     |  |
| 4.    | «Beauty Queen»             |                         | 1:42     |  |
| 5.    | «Horses»                   |                         | 4:46     |  |
| 6.    | «Liquid Diamonds»          |                         | 8:43     |  |
| 7.    | «Suede»                    |                         | 7:59     |  |
| 8.    | «Strange»                  |                         | 4:36     |  |
| 9.    | «Don't Look Back in Anger» | Noel Gallagher          | 6:13     |  |
| 10.   | «My Favorite Things»       | Rodgers and Hammerstein | 3:26     |  |
| 53:44 |                            |                         |          |  |

| CD 2  |                     |              |          |  |
| N.º   | Título              | Escritor(es) | Duración |  |
| 1.    | «Winter»            |              | 7:25     |  |
| 2.    | «Carbon»            |              | 5:32     |  |
| 3.    | «Ribbons Undone»    |              | 7:07     |  |
| 4.    | «Spring Haze»       |              | 8:26     |  |
| 5.    | «The Beekeeper»     |              | 10:33    |  |
| 6.    | «Not the Red Baron» |              | 3:39     |  |
| 7.    | «Never Seen Blue»   |              | 7:02     |  |
| 8.    | «Sweet the Sting»   |              | 5:57     |  |
| 54:44 |                     |              |          |  |

### Hammersmith Apollo London, UK 6/4/05
Hammersmith Apollo London, UK 6/4/05
- Lanzamiento: 15 de noviembre de 2005
- Grabación: Londres, 4 de junio de 2005
- Numeración: 97790

Todas las canciones escritas y compuestas por Tori Amos salvo indicadas. 
| CD 1  |                       |                          |          |  |
| N.º   | Título                | Escritor(es)             | Duración |  |
| 1.    | «Original Sinsuality» |                          | 4:17     |  |
| 2.    | «Father Lucifer»      |                          | 5:15     |  |
| 3.    | «Icicle»              |                          | 5:42     |  |
| 4.    | «Mother Revolution»   |                          | 7:32     |  |
| 5.    | «Take to the Sky»     |                          | 5:33     |  |
| 6.    | «Yes, Anastasia»      |                          | 5:36     |  |
| 7.    | «Bells for Her»       |                          | 6:44     |  |
| 8.    | «Father Figure»       | George Michael           | 6:20     |  |
| 9.    | «Like a Prayer»       | Madonna, Patrick Leonard | 5:08     |  |
| 52:11 |                       |                          |          |  |

| CD 2  |                   |              |          |  |
| N.º   | Título            | Escritor(es) | Duración |  |
| 1.    | «Winter»          |              | 7:25     |  |
| 2.    | «Cooling»         |              | 5:26     |  |
| 3.    | «Jamaica Inn»     |              | 6:44     |  |
| 4.    | «Witness»         |              | 6:55     |  |
| 5.    | «The Beekeeper»   |              | 10:50    |  |
| 6.    | «Sweet the Sting» |              | 6:21     |  |
| 7.    | «Rattlesnakes»    |              | 5:56     |  |
| 8.    | «Hoochie Woman»   |              | 3:39     |  |
| 9.    | «Hey Jupiter»     |              | 7:12     |  |
| 60:31 |                   |              |          |  |

### Bank of America Pavilion Boston, MA 8/21/05
Bank of America Pavilion Boston, MA 8/21/05
- Lanzamiento: 6 de diciembre de 2005
- Grabación: Boston, Massachusetts 21 de agosto de 2005
- Numeración: 97791

Todas las canciones escritas y compuestas por Tori Amos salvo indicadas. 
| CD 1  |                              |                         |          |  |
| N.º   | Título                       | Escritor(es)            | Duración |  |
| 1.    | «Original Sinsuality»        |                         | 4:29     |  |
| 2.    | «Caught a Lite Sneeze»       |                         | 7:14     |  |
| 3.    | «Amber Waves»                |                         | 6:27     |  |
| 4.    | «Martha's Foolish Ginger»    |                         | 5:14     |  |
| 5.    | «Winter»                     |                         | 7:27     |  |
| 6.    | «Pancake»                    |                         | 5:27     |  |
| 7.    | «Cool on Your Island»        | Tori Amos & Kim Bullard | 5:31     |  |
| 8.    | «Total Eclipse of the Heart» | Jim Steinman            | 7:58     |  |
| 9.    | «Angie»                      |                         | 6:24     |  |
| 52:11 |                              |                         |          |  |

| CD 2  |                      |              |          |  |
| N.º   | Título               | Escritor(es) | Duración |  |
| 1.    | «Barons of Suburbia» |              | 8:32     |  |
| 2.    | «Garlands»           |              | 8:44     |  |
| 3.    | «Tear in Your Hand»  |              | 9:03     |  |
| 4.    | «The Beekeeper»      |              | 13:00    |  |
| 5.    | «Dream On»           | Steven Tyler | 6:36     |  |
| 6.    | «Pretty Good Year»   |              | 5:24     |  |
| 7.    | «Playboy Mommy»      |              | 5:29     |  |
| 8.    | «1,000 Oceans»       |              | 6:47     |  |
| 56:12 |                      |              |          |  |

## Ventas y posicionamiento
| Álbum                                         | Posicionamiento |
| --------------------------------------------- | --------------- |
| Auditorium Theatre Chicago, IL 4/15/05        | —               |
| Royce Hall Auditorium Los Angeles, CA 4/25/05 | —               |
| Paramount Theatre Denver, CO 4/19/05          | 18              |
| Manchester Apollo Manchester, UK 6/5/05       | 17              |
| Hammersmith Apollo London, UK 6/04/05         | 21              |
| Bank of America Pavilion Boston, MA 8/21/05   | —               |

La tabla de la derecha muestra la posición para los lanzamientos individuales de The originals bootlegs en el Billboard Top Internet Albums. Paramount Theatre y Manchester Apollo dejaron la lista la semana del 29 de octubre de 2005 y Hammersmith Apollo la abandonó la semana del 3 de diciembre de 2005. Cada lanzamiento de la lista de Internet Albums se mantuvo durante una sola semana.
En mayo de 20087, el Auditorium Theater y Royce Hall Auditorium habían vendido 7000 copias cada uno, el Paramount Theater, Manchester Apollo y Hammersmith Apollo vendieron 5.0000 copias y el B of A Pavilion había vendido 3.000 copias. La compilación The originals bootlegs, que incluye los seis conciertos, ha vendido 6.000 copias de acuerdo con Nielsen SounScan.